# Cousin Joe
Cousin Joe (* 20. Dezember 1907 in Wallace, Louisiana; † 2. Oktober 1989; eigentlich Pleasant Joseph) war ein US-amerikanischer Blues- und Jazz-Musiker.

## Leben
Cousin Joe begann seine musikalische Karriere als Sänger in der Kirche. Er wechselte zum Blues und begann, Gitarre und Ukulele zu spielen, bevor er zum Piano wechselte. 1942 zog er nach New York, wo er mit Dizzy Gillespie, Sidney Bechet, Charlie Parker und Billie Holiday auftrat. Seine ersten Aufnahmen entstanden als Vokalist unter dem Namen „Pleasant Joe“ für das Septett Mezz Mezzrow/Sidney Bechet (King Jazz, 1945) in New York. 1948 kehrte er nach New Orleans zurück. Dort spielte er mit Lee Allen in Clubs in New Orleans sowie in der Dave Bartholomew Band. 1964 war er auf einer ersten Europa-Tournee, wo er in der BBC auftrat; 1971 entstand auf einer Frankreich-Tournee ein Album mit ihm als Pianist und den Gitarristen Jimmy Dawkins und Clarence Gatemouth Brown sowie einer Rhythmusgruppe aus Chicago.

## Diskografie
- 1995: The Complete Vol.1  / 1945–1946 (Blue Moon) mit Sidney Bechet, Sammy Price, Al Sears, Harry Carney...
- 1995: The Complete Vol.2  / 1946–1947 (Blue Moon) mit Earl Bostic, Kenny Clarke, John Hardee, Hank Jones...
- 1995: The Complete Vol.3  / 1947–1955 (Blue Moon) mit Freddie Kohlman, Elsie Jones...
- 2000: Bad Luck Blues  (Black & Blue) mit Jimmy Dawkins und Clarence Gatemouth Brown  (Toulouse, 1971)
- 2004: The Blues of Henry Gray & Cousin Joe (Storyville Records), 1984

## DVD
- 2005: The Blues of Cousin Joe  Live  29/08/1984 in New Orleans  (Storyville films)

## Schriften
- Autobiographie Blues from New Orleans. Mit Harriet J. Ottenheimer. University of Chicago Press, 1987.